# Edicions Bromera

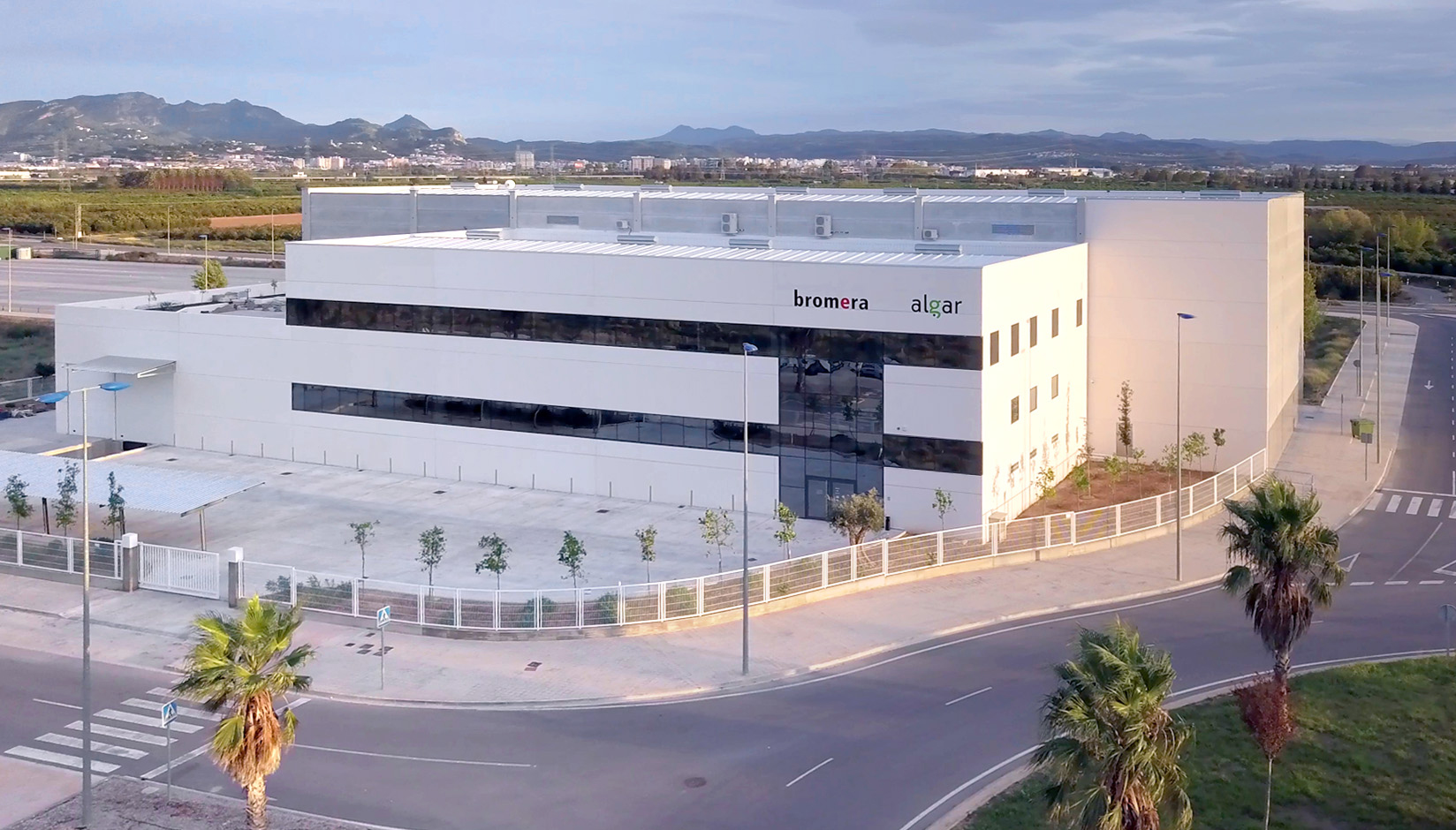
Siège d'Edicions Bromera à Alzira.

Edicions Bromera est une maison d'édition basée à Alzira (province de Valence, Espagne), fondée par Josep Gregori en janvier 1986 avec l'objectif de lancer un projet éditorial pluriel depuis la Communauté Valencienne et à destination de l'ensemble du domaine linguistique catalan. 
Il s'agit d'un des principaux éditeurs valenciens avec Tres i Quatre. En janvier 2023, Bromera passe sous le contrôle du Grupo Planeta.

## Histoire
Bromera est fondée à Alzira en janvier 1986 à l'initiative de  Josep Gregori, avec très peu de moyens financiers, dans le contexte encore récent de la mise en place de l'autonomie régionale et d'un début de la politique linguistique de la Généralité valencienne, dont une étape marquante est l'approbation de la Loi d'usage et d'enseignement du valencien en novembre 1983,,. Le projet éditorial reçoit un soutien initial décisif de la part de plusieurs personnalités, dont le philologue et écrivain Josep Ballester, natif d'Alzira.
Le premier livre publié par Bromera est La narrativa valenciana 1900-1939 de Vicent Simbor (ca). Il est suivi du roman jeunesse L'últim roder, de Josep Franco (es), qui connaît un succès éditorial et s'avère décisif en permettant à l'entreprise de rembourser ses emprunts contractés et d’assurer la viabilité financière du projet,.
Edicions Bromera devient un fournisseur essentiel de matériel didactique destiné à l'enseignement du valencien, à un moment où le contenu disponible reste très rare et le nombre d'enseignants formés encore réduit. Bromera est surtout connu comme un éditeur destiné à la jeunesse et de matériel pédagogique, mais son catalogue inclut des publications relevant de champs variés. L'entreprise se consolide rapidement comme l'un des principaux éditeurs valenciens avec Tres i Quatre, ce dernier étant davantage focalisé, du moins dans les premières années, sur la publication de roman, de poésie et d'essai,. En 2006, Bromera est considérée comme la maison d’édition valencienne la plus importante,.

## Grup Editorial Bromera
Edicions Bromera fait partie du Grup Editorial Bromera (« Groupe éditorial Bromera »), formé par trois maisons d'édition : Animallibres, spécialisée dans la  littérature pour enfants et jeunes adultes, créée en septembre 2006, Edicions Bromera et Algar Editorial. Ce dernier est consacré à l'édition en castillan. Le groupe a également publié des titres dans d'autres langues, dont le basque et le galicien, mais le catalan reste néanmoins dominant dans l'ensemble de l'activité du groupe.
Le groupe Bromera est à l'origine de la Fundació Bromera per al Foment de la Lectura (« Fondation Bromera pour la promotion de la lecture »), entité culturelle à but non lucratif dont le but principal est de promouvoir la lecture, en particulier la lecture littéraire et éducative en valencien auprès de tous les secteurs de la société valencienne en général, mais avec une attention particulière aux enfants et aux jeunes et au monde de la culture et de l'éducation.  En 2009, elle est récompensée par le syndicat Union générale des travailleurs.
Le groupe publie également la revue littéraire L'Illa et son supplément éducatif TXT, la collection de manuels et de matériel pédagogique Bromera.txt, le site Web Bromera Jove, qui promeut la lecture auprès des jeunes, l'organisation et le soutien de divers prix littéraires, des événements de lecture pour les écoliers, le soutien aux arts de la scène, la création d'expositions de personnages et de passages significatifs de l'histoire valencienne et diverses collaborations dans différents cours et conférences sur la littérature, entre autres.[réf. nécessaire]
En 2014, le groupe fait l'acquisition de la maison d'édition valencienne Tàndem.
En 2019, les locaux de Bromera s'installent dans la zone d'activité du Polígon del Pla d'Alzira. 
En 2006, Bromera totalise plus de cinq millions d'exemplaires vendus et plus de 150 prix littéraires publiés. Dans la première moitié des années 2020, le chiffre d'affaires du groupe s'établit autour de 8,5 millions d'euros (7.1 millions d'euros en 2021), avec environ 5 000 titres publiés au total.
En 2023, le groupe international Grupo Planeta devient son actionnaire majoritaire en faisant l'acquisition de 60 % de ses parts. Cette acquisition signifie un changement important dans le panorama éditorial valencien et suscite un grand nombre de commentaires autour des questions d'indépendance éditoriale. Avant son acquisition, l'entreprise emploie 60 personnes.

## Prix littéraires

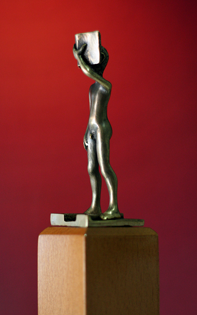
Trophée des premis Alzira.

Edicions Bromera co-organise avec la municipalité d'Alzira les Premis Literaris Ciutat d'Alzira (« prix littéraires de la ville d'Alzira »). Ce concours est apparu en 1989 avec la création du prix de Roman Ciutat d'Alzira . Depuis lors, le nombre de prix et la dotation financière ont augmenté, jusqu'à devenir l'un des événements littéraires les plus importants de la région.